# Indestructible (K-otic)
Indestructible is het tweede en tevens laatste album van de Nederlandse popgroep K-otic.

## Achtergrond
Na het vertrek van Sita Vermeulen besloot K-otic een tweede album op te nemen. Twee leden zongen eigen materiaal in voor het album, namelijk Martijn Terporten (Scream and Bleed) en Stefan de Roon (I Still Miss You). Bart Voncken schreef If I Could speciaal voor Vermeulen. Met Crying had hij een solonummer. Ook de andere drie leden, Anna Speller, Bouchra Tjon Pong Fong en Rachel Kramer hadden elk een solonummer – respectievelijk Weightless, Never Gonna Get My Love en Amazed. Kramer zong ook de bonustrack, On the Run. Het album bevat een tweetal covers – Amazed is oorspronkelijk van Lonestar, Weightless werd eerder in duet gezongen door Bosson en Emma Anderson.

## Tracklist
1. Falling (Tremolo) – (3:33)
2. I Surrender (Steve Booker, Phil Thomally) – (4:00)
3. Don't Make Me Wait (Marc Nelkin, Jamie Hartman, Jill Gioia) – (3:36)
4. Hold on My Heart (Per Gessele) – (3:04)
5. I Don't Understand You (Daniel Gibson) – (3:58)
6. If I Could (Bart Voncken) – (3:48)
7. Burning (Anders Melander) – (3:43)
8. Scream and Bleed (Martijn Terporten) – (3:45)
9. Amazed (Marv Green, Chris Lindsey, Aimee Mayo) – (3:57)
10. I Still Miss You (Stefan de Roon) – (3:57)
11. Crying (Daniel Gibson, Anders Bergstroem, Andreas Ahlenius], Frederik Stroem) – (3:29)
12. Never Gonna Get My Love (Steve Lee, Gary Miller, Alison Clarkson) – (3:10)
13. Weightless (Tremolo) – (3:54)
14. Bonustrack: On the Run (René Merkelbach) – (3:23)

Van het album werd ook een Special Edition uitgebracht met een extra Dvd.

## Hitlijsten
Het album werd uitgebracht op 5 september 2002 en kwam op 21 september de Album Top 100 binnen op de tweede plaats. Daar bleef het acht weken staan, waarna het daalde naar een 84e en later 75e plaats, voor het na in totaal zeventien weken uit de lijst verdween. Er werden vier singles van het album uitgebracht.
| Single met eventuele hitnotering(en) in de Nederlandse Top 40 | Datum van verschijnen | Datum van binnenkomst | Hoogste positie | Aantal weken | Opmerkingen |
| ------------------------------------------------------------- | --------------------- | --------------------- | --------------- | ------------ | ----------- |
| Falling                                                       | 2002                  | 08-06-2002            | 5               | 9            |             |
| I surrender                                                   | 2002                  | 24-08-2002            | 4               | 7            |             |
| I don't understand you                                        | 2002                  | 02-11-2002            | 38              | 7            |             |
| Tears won't dry                                               | 2003                  | 08-02-2003            | 22              | 4            |             |